# Aagje Vanwalleghem
Aagje Vanwalleghem (nacida como Ana Maria Pereira da Silva, Poção de Pedras, Brasil, 24 de octubre de 1987) es una deportista belga de origen brasileño que compitió en gimnasia artística. Ganó una medalla de bronce en el Campeonato Europeo de Gimnasia Artística de 2005, en la prueba de salto de potro.

## Palmarés internacional
| Campeonato Europeo | Campeonato Europeo | Campeonato Europeo | Campeonato Europeo |
| Año                | Lugar              | Medalla            | Prueba             |
| ------------------ | ------------------ | ------------------ | ------------------ |
| 2005               | Debrecen (Hungría) | Medalla de bronce  | Salto de potro     |